# Мартинівка (Староостропільська сільська громада)
Марти́нівка —  село в Україні, у Староостропільській сільській громаді Хмельницького району Хмельницької області. Населення становить 498 осіб. До 2020 орган місцевого самоврядування — Староостропільська сільська рада.

## Символіка
Затверджена 25 червня 2024р. рiшенням №11 сесії сільської ради. Автор - В.М.Напиткін.

### Герб
Щит перетято в три злами на срібне і зелене поля. В першому полі три червоні троянди з зеленими листочками і золотими серединками - дві і одна; в нижній частині золотий розширений хрест. Щит вписаний в золотий декоративний картуш і увінчаний золотою сільською короною. Унизу картуша напис "МАРТИНІВКА" і рік "1618".

### Прапор
Квадратне полотнище розділене горизонтально в три злами на дві рівновеликих смуги - білу і зелену. На верхній смузі три червоні троянди з зеленими листочками і з жовтими серединками - дві і одна; на нижній жовтий розширений хрест.

### Символіка
Три троянди - три частини села, золотий розширений (козацький) хрест означає легенду про церкву, які пішла під землю (зелений колір), три злами стилізовано нагадують першу літеру назви села.

## Історія
Колись давним-давно, коли ще були пани і батраки, було наше село, там, де зараз у наш час поле і пасовисько для корів, але так і досі те поле і називається «селиськом».
Старожили нашого села ще розповідали таку легенду про те село, що було до нас. Одного разу напали татари на наше село. І в цьому селі була дуже гарна дівчина Маруся. Коли глава татарського війська побачив її, то зразу захотів її взяти з собою, щоб вона стала його.
Він зігнав усіх людей і сказав: «Якщо ви не віддасте мені Марусю, то спалимо усе ваше село із людьми разом! Даю вам строк подумати три дні».
Але люди не погодились віддати Марусю за оцих жорстоких вояків. Селяни поховалися за селом у комишах, що росли вздовж річки. Коли військо татарське в’їхало в село, село було пусте. Татари ще дужче розлютувались і давай шукати їх скрізь, коли хтось із військових побачив, що у комишах щось неспокійно. Вони поїхали туди і підпалили ті комиші. Люди втікали, плакали, але їх зразу ж розстрілювали. Плач, крик, іржання коней, лай собак, верески дітей, моління і прохання допомоги було чути навкруги. Дуже страшна картина була у той день.
Тоді глава  наказав спалити усе село. Незабаром полум’я охопило все село, худоба ревла, кури літали, тут жорстокість проявила свою силу.
Але посередині села була церква, вона по далеких і давніх розповідях не згоріла, а увійшла у землю, і ще діти уже із цього села, пізніше утвореного, бігали туди у свята великі і чувся з під землі дзвін колокола.
Один дядько, який у ті часи утік із села із сім’єю своєю і відійшовши далеко звідти, поселився в полі, де яри і горби, щоб його ніхто не найшов і почав обробляти землю, строїтися. Деякі люди, які повтікали, почали сходитися звідусіль і поповнювати це село, яке і назвали по першому жителеві. Його звали Мартином – ось і пішла назва нашого села Мартинівка.
7 (20) листопада 1917 року, відповідно до Третього Універсалу Української Центральної Ради, увійшло до складу Української Народної Республіки.
12 червня 2020 року, відповідно до розпорядження Кабінету Міністрів України № 727-р «Про визначення адміністративних центрів та затвердження територій територіальних громад Хмельницької області», увійшло до складу Староостропільської сільської громади.
19 липня 2020 року, після ліквідації Старокостянтинівського району, село увійшло до Хмельницького району.

## Населення

### Мова
Розподіл населення за рідною мовою за даними перепису 2001 року:
| Мова       | Кількість | Відсоток |
| ---------- | --------- | -------- |
| українська | 497       | 99.8%    |
| російська  | 1         | 0.2%     |
| Усього     | 498       | 100%     |